# Industripolitik
Industripolitik är proaktiv, statligt ledd uppmuntran och utveckling av specifika strategiska industrier för tillväxt av hela eller delar av ekonomin, särskilt i avsaknad av tillräckliga investeringar och deltagande från den privata sektorn. Historiskt sett har det ofta fokuserat på tillverkningssektorn, militärt viktiga sektorer eller på att främja en fördel inom ny teknik. Inom industripolitiken vidtar regeringen åtgärder "som syftar till att förbättra inhemska företags konkurrenskraft och kapacitet och främja strukturomvandling". Ett lands infrastruktur (inklusive transport-, telekommunikations- och energiindustrin) är en viktig möjliggörare för industripolitiken.
Industripolitik är interventionistiska åtgärder som är typiska för länder med blandekonomi. Många typer av industripolitik innehåller gemensamma element med andra typer av interventionistiska metoder, såsom handelspolitik. Industripolitik ses vanligtvis som separat från bredare makroekonomisk politik, såsom att strama åt krediter och beskatta kapitalvinster. Traditionella exempel på industripolitik inkluderar subventioner av exportindustrier och importsubstitution-industrialisering (ISI), där handelshinder tillfälligt införs för vissa nyckelsektorer, såsom tillverkning. Genom att selektivt skydda vissa branscher ges dessa branscher tid att lära sig (learning by doing) och uppgradera. När de är tillräckligt konkurrenskraftiga hävs dessa restriktioner för att exponera de utvalda branscherna för den internationella marknaden. Mer modern industripolitik inkluderar åtgärder som stöd för kopplingar mellan företag och stöd för uppströms teknologier.
Ekonomer har debatterat industripolitikens roll i att främja industrialisering och ekonomisk utveckling. De har också debatterat oro för att industripolitiken hotar frihandel och internationellt samarbete.

## Historia
De traditionella argumenten för industripolitik går tillbaka ända till 1700-talet. Framträdande tidiga argument för selektivt skydd av industrier fanns i den amerikanske statsmannen Alexander Hamiltons Report on the Subject of Manufactures från 1791, samt i den tyske ekonomen Friedrich Lists arbete. Lists åsikter om frihandel stod i uttrycklig motsättning till Adam Smiths åsikter, som i Nationernas välstånd sade att "den mest fördelaktiga metoden med vilken en godsägare kan uppfostra egna hantverkare, tillverkare och köpmän är att bevilja den mest fullständiga handelsfriheten till hantverkare, tillverkare och köpmän i alla andra nationer."
Enligt NYU-historikerna Prince & Taylor har "förhållandet mellan regering och industri i USA aldrig varit enkelt, och de etiketter som används för att kategorisera dessa relationer vid olika tidpunkter är ofta vilseledande, om inte falska. I början av 1800-talet är det till exempel ganska tydligt att laissez faire-etiketten är olämplig." I USA presenterades en industripolitik uttryckligen för första gången av Jimmy Carter-administrationen i augusti 1980, men den avvecklades senare med valet av Ronald Reagan året därpå.
Historiskt sett finns det en växande enighet om att de flesta utvecklade länder, inklusive Storbritannien, USA, Tyskland och Frankrike, har intervenerat aktivt i sin inhemska ekonomi genom industripolitik. Dessa tidiga exempel följs av interventionistiska ISI -strategier som tillämpas i latinamerikanska länder som Brasilien, Mexiko eller Argentina. På senare tid har den snabba tillväxten i östasiatiska ekonomier, eller de nyligen industrialiserade länderna (NIL), också förknippats med aktiv industripolitik som selektivt främjat tillverkning och underlättat tekniköverföring och industriell uppgradering. Framgången för dessa statsstyrda industrialiseringsstrategier tillskrivs ofta utvecklingsstater och starka byråkratier som det japanska MITI. Enligt Atul Kohli från Princeton berodde anledningen till att japanska kolonier som Sydkorea utvecklades så snabbt och framgångsrikt på att Japan exporterade samma centraliserade statsutveckling till sina kolonier som man hade använt för att utveckla sig själv.  Mer exakt kan Sydkoreas utveckling förklaras av att landet följde liknande industripolitik som Storbritannien, USA och Tyskland implementerade, och att Sydkorea antog en exportorienterad industrialiseringspolitik (EOI) från 1964 baserat på sitt eget beslut i strid med den importsubstitutionsindustrialiseringspolitik (ISI) som internationella hjälporganisationer och experter vid den tiden hyllade. Många av dessa inrikespolitiska val ses dock nu som skadliga för frihandeln och begränsas därför av olika internationella avtal som WTO:s TRIMs eller TRIPS. Istället har den senaste tidens fokus för industripolitiken skiftat mot främjandet av lokala företagskluster och integration i globala värdekedjor.
Under Reagan-administrationen initierades ett ekonomiskt utvecklingsinitiativ kallat Projekt Sokrates för att hantera USA:s minskade förmåga att konkurrera på världsmarknaderna. Projekt Sokrates, under ledning av Michael Sekora, resulterade i ett datorbaserat konkurrensstrategisystem som gjordes tillgängligt för den privata industrin och alla andra offentliga och privata institutioner som påverkar ekonomisk tillväxt, konkurrenskraft och handelspolitik. Ett centralt mål för Sokrates var att använda avancerad teknik för att göra det möjligt för amerikanska privata institutioner och offentliga myndigheter att samarbeta i utvecklingen och genomförandet av konkurrensstrategier utan att bryta mot befintliga lagar eller äventyra den "fria marknadens" anda. President Reagan var nöjd med att detta mål uppfylldes i Sokrates-systemet. Genom framstegen inom innovationsålderns teknologi skulle Sokrates tillhandahålla "frivillig" men "systematisk" samordning av resurser mellan flera institutioner inom "ekonomiska system", inklusive industrikluster, finansiella tjänsteorganisationer, universitetsforskningsanläggningar och statliga ekonomiska planeringsorgan. Medan en amerikansk president och Sokrates-teamet ansåg att teknologin praktiskt taget gjorde det möjligt för båda att existera samtidigt, fortsatte debatten om industripolitik kontra fri marknad, då Sokrates senare, under George HW Bush-administrationen, stämplades som industripolitik och avfinansierades.
Efter finanskrisen 2008 antog länder som USA, Storbritannien, Australien, Japan och de flesta länder i Europeiska unionen en branschpolitik. Emellertid accepterar modern industripolitik i allmänhet globaliseringen som en given sak och fokuserar mindre på nedgången i äldre industrier och mer på tillväxten av framväxande industrier. Det innebär ofta att regeringen samarbetar med industrin för att möta utmaningar och möjligheter. Kina är ett framträdande exempel där centrala och subnationella regeringar deltar i nästan alla ekonomiska sektorer och processer. Även om marknadsmekanismer har fått ökad betydelse spelar statlig vägledning genom statligt styrda investeringar och vägledande planering en betydande roll i ekonomin. För att komma ikapp och till och med gå om industrialiserade länder tekniskt sett, "utvidgas Kinas statliga aktiviteter till och med till ansträngningar för att förhindra dominans av utländska investerare och teknologier inom områden som anses vara av central betydelse, såsom strategiska industrier och ny teknologi" inklusive robotteknik och nya energifordon.

## Kritik
Vissa kritiserar industripolitiken baserat på konceptet om politikermisslyckande. Industripolitik ses som skadlig eftersom regeringar saknar den information, de kapaciteter och de incitament som krävs för att framgångsrikt avgöra om fördelarna med att främja vissa sektorer framför andra överstiger kostnaderna och i sin tur genomföra politiken. Medan de östasiatiska tigrarna gav framgångsrika exempel på heterodoxa interventioner och protektionistisk industripolitik, har industripolitik som import-substitution-industrialisering (ISI) misslyckats i många andra regioner som Latinamerika och Afrika söder om Sahara. Regeringar kan, när de fattar beslut gällande val- eller personliga incitament, bli inflytelserika av särintressen, vilket leder till att industripolitik stöder lokala politiska eliter som söker ränta samtidigt som den snedvrider marknadskrafternas effektiva resursfördelning.

## Debatter om processen
Trots kritik finns det en konsensus inom den senaste utvecklingsteorin som säger att statliga ingripanden kan vara nödvändiga när marknadsmisslyckanden inträffar. Marknadsmisslyckanden förekommer ofta i form av externaliteter och naturliga monopol. Vissa ekonomer menar att offentliga åtgärder kan stärka vissa utvecklingsfaktorer "utöver vad marknadskrafterna ensamma skulle generera". I praktiken syftar dessa ingripanden ofta till att reglera nätverk, offentlig infrastruktur, forskning och utveckling eller korrigera informationsasymmetrier. Många länder ser nu en återupplivning av industripolitiken.
En fråga är vilka typer av industripolitik som är mest effektiva för att främja ekonomisk utveckling. Till exempel debatterar ekonomer huruvida utvecklingsländer bör fokusera på sina komparativa fördelar genom att främst främja resurs- och arbetsintensiva produkter och tjänster, eller investera i högproduktiva industrier, vilka kanske bara blir konkurrenskraftiga på längre sikt.
Debatten kringgår också frågan om huruvida statliga misslyckanden är mer genomgripande och allvarliga än marknadsmisslyckanden. Vissa menar att ju lägre regeringens ansvarsskyldighet och kapacitet är, desto högre är risken för politiskt övertagande av industripolitiken, vilket kan vara ekonomiskt mer skadligt än befintliga marknadsmisslyckanden.
Av särskild relevans för utvecklingsländer är de villkor under vilka industripolitik också kan bidra till fattigdomsminskning, såsom fokus på specifika industrier eller främjande av kopplingar mellan större företag och mindre lokala företag.

## Effekter
En studie utförd av Réka Juhász undersökte den ekonomiska effekten av den kontinentala blockaden på det franska imperiet. Den drog slutsatsen att de regioner i det franska imperiet som var mer skyddade från handel med Storbritannien hade en högre ökning av mekaniserad bomullsspinnning än andra regioner.
Under 2000-talet hade Kina infört en industripolitik riktad mot sin varvsindustri. Politiken bestod i att subventionera inträde, investeringar och produktion. Det ökade sektorsinvesteringarna och inträdesgraden med 270 % respektive 200 %. Det ledde till att små och mindre produktiva företag etablerade sig och skapade överkapacitet. Vinsten i producent- eller konsumentöverskott var lägre än kostnaden för subventionerna. Politiken var därför välfärdsreducerande.
En studie från 2025 ifrågasatte att industripolitik under de mest gynnsamma omständigheterna i läroboksfallen för industripolitik (sektorer med relativt stora externa stordriftsfördelar) hade omvälvande ekonomiska effekter. Enligt författarna "innebär våra uppskattningar att även under det optimistiska antagandet att regeringar maximerar välfärden och har fullständig kunskap om den underliggande ekonomin, är vinsterna från optimal industripolitik knappast transformativa, och varierar från ett genomsnitt över länder på 1,08 % av BNP i vår baslinjeanalys till 4,06 % i den allmänna miljön med fysiskt kapital och input-output-kopplingar."